# Сімоне Дзадза
Сімоне Дзадза (італ. Simone Zaza, нар. 25 червня 1991, Полікоро) — італійський футболіст, нападник. Грав за національну збірну Італії.

## Клубна кар'єра
Народився 25 червня 1991 року в місті Полікоро. Вихованець юнацьких команд футбольних клубів «Бернальда», «Вальдера», «Аталанта» та «Сампдорія».
У дорослому футболі дебютував 2008 року виступами за команду клубу «Аталанта», в якій протягом двох сезонів взяв участь лише у 3 матчах чемпіонату. 
Своєю грою за цю команду привернув увагу представників тренерського штабу клубу «Сампдорія», до складу якого приєднався 2010 року. Відіграв за генуезький клуб наступний сезон своєї ігрової кар'єри, проте у складі головної команди клубу провів лише декілька матчів. Натмість з 2011 по 2013 рік грав на умовах оренди у складі команд «Юве Стабія», «В'яреджо» та «Асколі».
До складу «Сассуоло» приєднався 2013 року. Протягом наступних двох сезонів став одним з лідерів команди із Сассуоло, провівши за неї 64 матчі в національному чемпіонаті, в яких 20 разів вражав ворота суперників.
7 липня 2015 року діючий чемпіон Італії туринський «Ювентус» оголосив про перехід Сімоне до його лав за 18 мільйонів євро, передбачених попередньою угодою між клубами. Проте стати стабільним гравцем основного складу у «Юве» у нападника не вийшло, і через рік він був орендований англійським «Вест Гем Юнайтед», де також не подолав конкуренцію в атакувальній ланці. Тож на початку 2017 року вирішив спробувати свої сивли в Іспанії, де у його послугах бала зацікавлена «Валенсія». Провівши півроку на правах оренди, влітку того ж року уклав з валенсійцями повноцінний контракт. Загалом провів за «Валенсію» 53 гри у чемпіонаті, відзначившись 19 забитими м'ячами.
Влітку 2018 року повернувся на батьківщину, де став гравцем «Торіно». Протягом наступних чотирьох сезонів провів понад 100 ігор у всіх турнірах за цю команду, після чого влітку 2022 року її залишив.

## Виступи за збірні
2007 року дебютував у складі юнацької збірної Італії, взяв участь у 6 іграх на юнацькому рівні.
2012 року  захищав кольори олімпійської збірної Італії. У складі цієї команди провів 1 матч, забив 1 гол.
2014 року дебютував в офіційних матчах у складі національної збірної Італії. Протягом наступних п'яти років провів у формі головної команди країни 18 матчів, забивши 2 голи.

## Статистика виступів

### Статистика клубних виступів
Станом на 31 серпня 2022 року
| Сезон                | Команда              | Чемпіонат            | Чемпіонат | Чемпіонат | Національний кубок | Національний кубок | Національний кубок | Континентальні кубки | Континентальні кубки | Континентальні кубки | Інші змагання | Інші змагання | Інші змагання | Усього | Усього |
| Сезон                | Команда              | Ліга                 | Ігор      | Голів     | Ліга               | Ігор               | Голів              | Ліга                 | Ігор                 | Голів                | Ліга          | Ігор          | Голів         | Ігор   | Голів  |
| -------------------- | -------------------- | -------------------- | --------- | --------- | ------------------ | ------------------ | ------------------ | -------------------- | -------------------- | -------------------- | ------------- | ------------- | ------------- | ------ | ------ |
| 2008–09              | «Аталанта»           | A                    | 3         | 0         | КІ                 | 0                  | 0                  | -                    | -                    | -                    | -             | -             | -             | 3      | 0      |
| 2009–10              | «Аталанта»           | A                    | 0         | 0         | КІ                 | 0                  | 0                  | -                    | -                    | -                    | -             | -             | -             | 0      | 0      |
| Усього «Аталанта»    | Усього «Аталанта»    | Усього «Аталанта»    | 3         | 0         |                    | 0                  | 0                  |                      | -                    | -                    |               | -             | -             | 3      | 0      |
| 2010–11              | «Сампдорія»          | A                    | 2         | 0         | КІ                 | 0                  | 0                  | ЛЧ+ЛЄ                | 0                    | 0                    | -             | -             | -             | 2      | 0      |
| 2011-2012            | «Юве Стабія»         | B                    | 4         | 0         | КІ                 | 0                  | 0                  | -                    | -                    | -                    | -             | -             | -             | 4      | 0      |
| 2012                 | «В'яреджо»           | 1D                   | 18        | 11        | КІ-ЛП              | -                  | -                  | -                    | -                    | -                    | -             | -             | -             | 18     | 11     |
| 2012–13              | «Асколі»             | B                    | 35        | 18        | КІ                 | 1                  | 0                  | -                    | -                    | -                    | -             | -             | -             | 36     | 18     |
| 2013–14              | «Сассуоло»           | A                    | 33        | 9         | КІ                 | 2                  | 0                  | -                    | -                    | -                    | -             | -             | -             | 35     | 9      |
| 2014–15              | «Сассуоло»           | A                    | 31        | 11        | КІ                 | 3                  | 1                  | -                    | -                    | -                    | -             | -             | -             | 34     | 12     |
| Усього за «Сассуоло» | Усього за «Сассуоло» | Усього за «Сассуоло» | 64        | 20        |                    | 5                  | 1                  |                      | -                    | -                    |               | -             | -             | 69     | 21     |
| 2015–16              | «Ювентус»            | A                    | 19        | 5         | КІ                 | 3                  | 2                  | ЛЧ                   | 2                    | 1                    | СІ            | 0             | 0             | 24     | 8      |
| 2016-січ. 2017       | «Вест Гем Юнайтед»   | ПЛ                   | 8         | 0         | КА+КЛ              | 0+3                | 0                  | ЛЄ                   | 0                    | 0                    | -             | -             | -             | 11     | 0      |
| січ.-черв. 2017      | «Валенсія»           | ПД                   | 20        | 6         | КІ                 | 0                  | 0                  | -                    | -                    | -                    | -             | -             | -             | 20     | 6      |
| 2017–18              | «Валенсія»           | ПД                   | 33        | 13        | КІ                 | 6                  | 0                  | -                    | -                    | -                    | -             | -             | -             | 39     | 13     |
| Усього за «Валенсію» | Усього за «Валенсію» | Усього за «Валенсію» | 53        | 19        |                    | 6                  | 0                  |                      | -                    | -                    |               | -             | -             | 59     | 19     |
| 2018–19              | «Торіно»             | A                    | 29        | 4         | КІ                 | 1                  | 0                  | -                    | -                    | -                    | -             | -             | -             | 30     | 4      |
| 2019–20              | «Торіно»             | A                    | 24        | 6         | КІ                 | 1                  | 0                  | ЛЄ                   | 6                    | 3                    | -             | -             | -             | 31     | 9      |
| 2020–21              | «Торіно»             | A                    | 29        | 6         | КІ                 | 2                  | 1                  | -                    | -                    | -                    | -             | -             | -             | 31     | 7      |
| 2021–22              | «Торіно»             | A                    | 10        | 0         | КІ                 | 1                  | 0                  | -                    | -                    | -                    | -             | -             | -             | 11     | 0      |
| Усього за «Торіно»   | Усього за «Торіно»   | Усього за «Торіно»   | 92        | 16        |                    | 5                  | 1                  |                      | 6                    | 3                    |               | -             | -             | 103    | 20     |
| Усього за кар'єру    | Усього за кар'єру    | Усього за кар'єру    | 289       | 89        |                    | 23                 | 4                  |                      | 8                    | 4                    |               | 0             | 0             | 320    | 97     |

### Статистика виступів за збірну
Станом на 31 серпня 2022 року
| Дата       | Місто    | Господарі   | Результат               | Гості       | Турнір                               | Голи | Примітки |
| ---------- | -------- | ----------- | ----------------------- | ----------- | ------------------------------------ | ---- | -------- |
| 04-09-2014 | Барі     | Італія      | 2 – 0                   | Нідерланди  | товариський матч                     | -    | 73'      |
| 09-09-2014 | Осло     | Норвегія    | 0 – 2                   | Італія      | Відбір до ЧЄ 2016                    | 1    | 82'      |
| 10-10-2014 | Палермо  | Італія      | 2 – 1                   | Азербайджан | Відбір до ЧЄ 2016                    | -    | 86'      |
| 16-11-2014 | Мілан    | Італія      | 1 – 1                   | Хорватія    | Відбір до ЧЄ 2016                    | -    | 63'      |
| 28-03-2015 | Софія    | Болгарія    | 2 – 2                   | Італія      | Відбір до ЧЄ 2016                    | -    | 58'      |
| 6-9-2015   | Палермо  | Італія      | 1 – 0                   | Болгарія    | Відбір до ЧЄ 2016                    | -    | 71'      |
| 13-11-2015 | Брюссель | Бельгія     | 3 – 1                   | Італія      | товариський матч                     | -    | 80'      |
| 24-3-2016  | Удіне    | Італія      | 1 – 1                   | Іспанія     | товариський матч                     | -    | 60'      |
| 29-3-2016  | Мюнхен   | Німеччина   | 4 – 1                   | Італія      | товариський матч                     | -    | 78'      |
| 29-5-2016  | Та-Калі  | Італія      | 1 – 0                   | Шотландія   | товариський матч                     | -    | 67'      |
| 6-6-2016   | Верона   | Італія      | 2 – 0                   | Фінляндія   | товариський матч                     | -    | 81'      |
| 17-6-2016  | Тулуза   | Італія      | 1 – 0                   | Швеція      | ЧЄ 2016 - 1-й етап                   | -    | 60'      |
| 22-6-2016  | Лілль    | Італія      | 0 – 1                   | Ірландія    | ЧЄ 2016 - 1-й етап                   | -    | 87'      |
| 2-7-2016   | Бордо    | Німеччина   | 1 – 1 д.ч. (6 - 5 п.п.) | Італія      | ЧЄ 2016 - чвертьфінал                | -    | 120+1'   |
| 12-11-2016 | Вадуц    | Ліхтенштейн | 0 – 4                   | Італія      | Відбір до ЧС 2018                    | -    | 81'      |
| 15-11-2016 | Мілан    | Італія      | 0 – 0                   | Німеччина   | товариський матч                     | -    | 88'      |
| 4-6-2018   | Турин    | Італія      | 1 – 1                   | Нідерланди  | товариський матч                     | 1    | 63' 89'  |
| 10-9-2018  | Лісабон  | Португалія  | 1 – 0                   | Італія      | Ліга націй УЄФА 2018-2019 - 1-й етап | -    |          |
| Усього     |          | Матчів      | 18                      |             | Голів                                | 2    |          |